# Krzysztof Michalski (1966–2012)

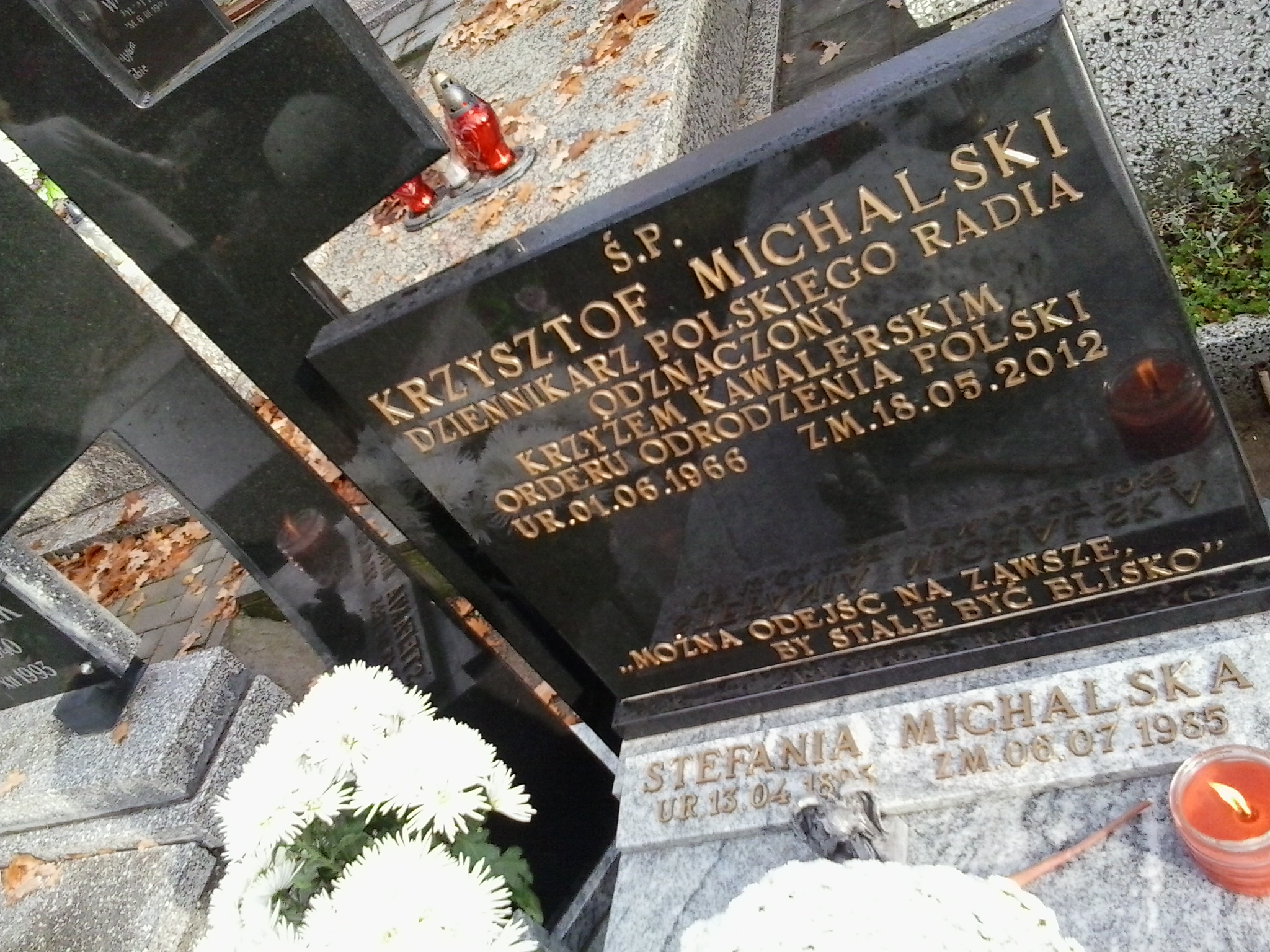
Nagrobek Krzysztofa Michalskiego na cmentarzu parafialnym w Kutnie

Krzysztof Michalski (ur. 1 czerwca 1966, zm. 18 maja 2012 w Kutnie) – polski dziennikarz, kutnowski korespondent Radia Łódź.

## Życiorys
Ukończył naukę w II Liceum Ogólnokształcącym im. Jana Kasprowicza w Kutnie, gdzie założył Stowarzyszenie Młodzieży Antykomunistycznej „SMAK”. W 1985 był jednym z uczestników strajku głodowego w Sanktuarium Maryjnym w Głogowcu koło Kutna. W latach 80. XX w. działał w Federacji Młodzieży Walczącej – był współzałożycielem struktur w regionie Kutno – Płock oraz współredaktorem pisma „Orlęta”, będącego głównym organem prasowym tejże organizacji. W 1986 był współzałożycielem Regionalnej Komisji Wykonawczej NSZZ „Solidarność” Ziemi Kutnowskiej, z którą związał młodzież z kutnowskiej FMW. W 1987 stanął na czele Grupy Specjalnych powstałych przy RKW NSZZ „S” ZK. Następnie podjął studia na Uniwersytecie Mikołaja Kopernika w Toruniu, gdzie działał w strukturach Niezależnego Zrzeszenia Studentów. W latach 1988–1990 był członkiem Zarządu Uczelnianego NZS UMK. W związku ze swoją działalnością był zatrzymywany przez milicję i Służbę Bezpieczeństwa. Jednocześnie, podczas studiów, był redaktorem „Gazety Podziemnej”. W 1989 był współautorem powołania jawnej Tymczasowej Międzyzakładowej Komisji NSZZ „Solidarność” Ziemi Kutnowskiej.
W późniejszym okresie był kutnowskim dziennikarzem i korespondentem „Gazety Wyborczej”, a następnie Radia Łódź. W latach 2006–2010 był członkiem zarządu Polskiego Radia Łódź. Był pomysłodawcą Ogólnopolskiego Konkursu Reportażu Radiowego i Form Dokumentalnych w Kutnie. Był członkiem Stowarzyszenia Dziennikarzy Polskich oraz autorem wielu reportaży radiowych i audycji publicystycznych.

### Życie prywatne
Miał żonę i dwie córki. Zmarł w związku z zachorowaniem na glejaka wielopostaciowego. Został pochowany na cmentarzu parafialnym w Kutnie.

## Odznaczenia
- Krzyż Kawalerski Orderu Odrodzenia Polski (2011),
- Odznaka „Zasłużony Działacz Kultury”,
- Medal w uznaniu zasług w Walce o Niepodległość Polski i Prawa Człowieka nadany przez marszałka województwa kujawsko-pomorskiego[5].

## Upamiętnienie
- Oddział Łódzki Stowarzyszenia Dziennikarzy Polskich organizuje konkurs im. Krzysztofa Michalskiego na najlepszego korespondenta regionalnego, dziennikarza mediów lokalnych[7].